# Klobuk (Familienname)
Der Familienname Klobuk kommt in verschiedenen slawischen Ländern vor und wird oft im Zusammenhang mit Ortschaften erwähnt, die ursprünglich Clobuk geschrieben wurden. Es handelt sich vermutlich um einen Wohngut- oder Herkunftsnamen. So wurde der mährische Vladik Lev z Clobuk, der um 1211 Kammerherr des böhmischen Königs war, auch Leo Comes Clobucensis geschrieben. Er besaß die Ortschaft und Festung Clobuk die später auch Klobouk und Klobauk geschrieben wurde und heute Klobouky u Brna heißt. Von dieser Schreibweise Klobuk werden weitere Schreibweisen abgeleitet, die den Namensträger als Angehörigen des Ritterstandes und als freien Gutsbesitzer ausweisen:
- Klobučinský (Tschechien)
- Kłobuczyński, Kłobuszyński, Kłobużyński und Kłobusiński (Polen)
- Klobutschinski, Klobuczinski, Klobuczinsky, Müller von Klobuczinsky (Schlesien)
- Klopschinski, Klobuzinski, Klobuzenski, Klobudzinski, Klobuschinski, Kobudzinski (Preußen)